# Stefanie Hertel/Diskografie
Diese Diskografie ist eine Übersicht über die musikalischen Werke der deutschen Sängerin Stefanie Hertel.

## Alben

### Studioalben
| Jahr | Titel Musiklabel                             | Höchstplatzierung, Gesamtwochen, AuszeichnungChartplatzierungen (Jahr, Titel, Musiklabel, Platzierungen, Wochen, Auszeichnungen, Anmerkungen) | Höchstplatzierung, Gesamtwochen, AuszeichnungChartplatzierungen (Jahr, Titel, Musiklabel, Platzierungen, Wochen, Auszeichnungen, Anmerkungen) | Höchstplatzierung, Gesamtwochen, AuszeichnungChartplatzierungen (Jahr, Titel, Musiklabel, Platzierungen, Wochen, Auszeichnungen, Anmerkungen) | Anmerkungen                                                 |
| Jahr | Titel Musiklabel                             | DE | AT | CH | Anmerkungen                                                 |
| ---- | -------------------------------------------- | --- | --- | --- | ----------------------------------------------------------- |
| 1991 | So a Stückerl heile Welt EastWest            | — | — | — | Erstveröffentlichung: 1991                                  |
| 1992 | Über jedes Bacherl geht a Brückerl Montana   | DE78 (8 Wo.)DE | — | — | Erstveröffentlichung: 26. Juni 1992                         |
| 1993 | Tausend kleine Himmel Montana                | DE81 (6 Wo.)DE | — | — | Erstveröffentlichung: 25. Mai 1993                          |
| 1994 | Freche blaue Augen EastWest                  | — | — | — | Erstveröffentlichung: 1994                                  |
| 1995 | Ein Lied für jeden Sonnenstrahl EastWest     | DE66 (9 Wo.)DE | — | — | Erstveröffentlichung: 5. Mai 1995                           |
| 1996 | Heimatlieder zum Verlieben Montana           | — | — | — | Erstveröffentlichung: 23. Februar 1996                      |
| 1996 | Hast Du Zeit für ein paar Träume? EastWest   | DE57 (5 Wo.)DE | — | — | Erstveröffentlichung: 15. Oktober 1996                      |
| 1997 | Lieder zum Verlieben Montana                 | DE61 (3 Wo.)DE | — | — | Kompilation Erstveröffentlichung: 1997                      |
| 1998 | Es ist gut, daß es Freunde gibt Montana      | DE36 (2 Wo.)DE | — | — | Erstveröffentlichung: 17. August 1998                       |
| 2000 | Liebe geht im Herzen los Montana             | — | — | — | Erstveröffentlichung: 9. Oktober 2000                       |
| 2002 | Tausendmal stärker Montana                   | DE61 (2 Wo.)DE | AT50 (4 Wo.)AT | — | Erstveröffentlichung: 15. Februar 2002                      |
| 2004 | Totale Gefühle Koch (Universal)              | DE61 (1 Wo.)DE | — | — | Erstveröffentlichung: 23. August 2004                       |
| 2006 | Liebe hat tausend Gesichter Koch (Universal) | — | — | — | Erstveröffentlichung: 15. September 2006                    |
| 2008 | Stärker als die Freiheit Koch (Universal)    | DE90 (1 Wo.)DE | — | — | Erstveröffentlichung: 8. Februar 2008                       |
| 2010 | Das fühlt sich gut an Ariola                 | DE91 (1 Wo.)DE | — | — | Erstveröffentlichung: 19. März 2010                         |
| 2013 | Moment mal! Telamo                           | — | — | — | Erstveröffentlichung: 15. Februar 2013                      |
| 2016 | Mein Vogtland – mei Haamet Telamo            | DE99 (1 Wo.)DE | — | — | Erstveröffentlichung: 15. April 2016                        |
| 2016 | Männerversteher DA                           | — | — | — | Erstveröffentlichung: 21. Oktober 2016 als Hertel + Hofmann |
| 2017 | Freunde fürs Leben Telamo                    | — | — | — | Erstveröffentlichung: 21. Juli 2017                         |
| 2018 | Kopf hoch, Krone auf und weiter Telamo       | — | — | — | Erstveröffentlichung: 19. Oktober 2018                      |

### Kompilationen
- 1993: Stefanie mit Herz
- 1994: Meisterstücke – Stefanie Hertel
- 1994: Star Festival – Stefanie Hertel Mein Liederkarussell
- 1995: Mit dem Sonnenschein im Herzen
- 1995: Ihre schönsten Lieder
- 1995: Ein Rucksack voller Lieder
- 1996: Stars der Volksmusik – Stefanie Hertel
- 1996: Meine Lieblingslieder
- 1997: Lasst die weißen Tauben fliegen
- 1999: Das Beste von Stefanie Hertel
- 1999: Lieder, die von Herzen kommen
- 2000: Das Beste der Volksmusik – Stefanie Hertel
- 2001: Auf einer Insel am Ende der Welt
- 2002: Unsere Lieblingslieder
- 2002: Meine heile Welt
- 2002: Lieder, die von Herzen kommen
- 2003: Danke Freunde (Das Beste zum 20-jährigen Bühnenjubiläum)
- 2004: Die Goldene Hitparade der Volksmusik – Stefanie Hertel
- 2006: Carmen Nebel präsentiert Stefanie Hertel
- 2007: Star Edition – Stefanie Hertel
- 2008: Ein Geschenk des Himmels (2 CDs)
- 2008: Leise rieselt der Schnee
- 2008: Silber Edition – Stefanie Hertel Ich hab die Sonne mitgebracht
- 2009: Premium Edition – Stefanie Hertel
- 2009: 30 Hits Collection – Stefanie Hertel
- 2010: Das Beste aus 25 Jahren
- 2012: Dance (Remix – Best of)
- 2011: Meine schönsten Kinderlieder
- 2013: Das Beste aus 30 Jahren – Meine größten Hits
- 2014: Stefan Mross präsentiert Legenden der Volksmusik: Stefanie Hertel

### Weihnachtsalben
- 1992: Fröhliche Weihnachten mit Stefanie Hertel (EastWest)
- 1997: Stille Nacht – heilige Nacht (Convoy)
- 1999: Weihnachten mit Stefanie Hertel und ihren Gästen (Koch Universal)
- 2008: Leise rieselt der Schnee (Eurotrend)
- 2014: Dezembergefühl (Telamo)
- 2017: Der wundersame Christbaum (Telamo)

### Weitere Alben
- 1999: Herz an Herz (Duettalbum mit Stefan Mross)
- 2003: Es gibt nichts Gutes, außer man tut es (1. Album der Hitfamily)
- 2005: Zauber der Weihnacht (gemeinsames Weihnachtsalbum der Hitfamily)
- 2005: Live – Das Konzert aus der Stahlhalle in Brandenburg/Havel (1. DVD der Hitfamily)
- 2015: Das große Finale (das letzte gemeinsame Live-Konzert aus dem Europapark 2011 auf DVD)
- 2016: Mein Vogtland – Mei Haamet (das TV-Special am 24. Juni 2016 im MDR Fernsehen)
- 2021: Der alte Kaufmannsladen (Eine Geschichte von Johanna Mross mit Stefanie Hertel & Lanny Lanner)

## Statistik

### Chartauswertung
|                     | DE     | AT    | CH    |
| ------------------- | ------ | ----- | ----- |
| Nummer-eins-Alben   | DE—DE  | AT—AT | CH—CH |
| Top-10-Alben        | DE—DE  | AT—AT | CH—CH |
| Alben in den Charts | DE11DE | AT1AT | CH—CH |